# Marcus Tullius Liberalis
Marcus Tullius Liberalis war ein Angehöriger des römischen Ritterstandes (Eques).
Durch eine Inschrift, die bei Tarsus gefunden wurde und die sich nur grob in die ersten drei Jahrhunderte n. Chr. datieren lässt, ist belegt, dass Liberalis Präfekt der Cohors I Breucorum war.